# ماتی وایکیرو
ماتی وایکیرو (استونیایی: Mati Vaikjärv؛ زادهٔ ۲ فوریهٔ ۱۹۴۴) کماندار اهل استونی است.
وی در بازی‌های المپیک تابستانی ۱۹۷۲ شرکت کرده‌است.